# 馬渕誉
馬渕 誉（まぶち ほまれ、2004年11月20日 - ）は、日本の元子役タレントである。NEWSエンターテインメントに所属していた。

## 主な出演作品

### テレビ番組
- NHK大河ドラマ
  - 天地人（2009年、NHK総合） - 樋口与七（幼少期） 役
  - 軍師官兵衛（2014年、NHK） - 仙吉 役
- 未来創造堂（日本テレビ）
- 救命病棟24時SP（2010年1月3日、フジテレビ） - 患者 役
- ヤマトナデシコ七変化 第7話（2010年2月26日、TBS） - 謎の男の子 役
- ゲゲゲの女房（2010年、NHK） - 飯田俊文 役
- 八日目の蝉（2010年、NHK総合） - 沢田亮太 役
- Mother（2010年、日本テレビ） - だいき 役
- 相棒 シーズン9（2010年、テレビ朝日） - 笹井大飛 役
- 美しい隣人（2011年、関西テレビ） - 浅木比呂 役
- 最上の命医 第2話（2011年1月17日、テレビ東京） - 斉藤俊 役
- プロポーズ兄弟〜生まれ順別 男が結婚する方法〜（2011年、フジテレビ） - 山田三郎（幼少期） 役
- アスコーマーチ（2011年、テレビ朝日） - 玉木誠太 役
- ダーティ・ママ!（2012年、日本テレビ） - 冨田太一 役
- ホントウノ エガオ（2012年） - 藤井勇太郎の息子 役
- スペシャルドラマ「ちびまる子ちゃん」（2013年10月1日、フジテレビ） - 大野けんいち（大野くん） 役
- 秋のスペシャルドラマ「ハクション大魔王」（2013年11月17日、フジテレビ） - カンちゃん 役
- S -最後の警官-（2014年、TBS） - 神御蔵一號（幼少期） 役
- 私の嫌いな探偵（2014年、テレビ朝日） - 矢島達也（幼少期） 役
- 烈車戦隊トッキュウジャー（2014年、テレビ朝日） - 鈴樹来斗（ライト幼少期） 役
- 踊る!さんま御殿!!（日本テレビ）
  - 踊る!さんま御殿!!SP（再現ドラマ）
- ピラメキーノ（テレビ東京）

### 映画
- 映画 妖怪人間ベム（2012年） - バスジャックの人質 役
- 孤高のメス（2010年） - 弘平（幼少期） 役
- 烈車戦隊トッキュウジャーVSキョウリュウジャー THE MOVIE（2015年） - 少年ライト 役

### CM
- 大王製紙 GOD.N
- タマホーム「企業広告」
- NTT西日本
- フマキラー「アルコール除菌スプレー」（キッチン用）

### DVD
- ベネッセ こどもちゃれんじ「ほっぷ」

### スチール
- ディズニーランド
- グッド保険 - 弟 役
- 長野県民共済

### WEB
- パナソニック「デジタルカメラ」 - 子ども 役